# Saint-Sever
Saint-Sever (okzitanisch: Sent Sever) ist eine französische Gemeinde mit 5038 Einwohnern (Stand: 1. Januar 2022) im Département Landes in der Region Nouvelle-Aquitaine. Saint-Sever gehört zum Arrondissement Mont-de-Marsan und zum Kanton Chalosse Tursan.

## Geographie
Saint-Sever liegt 17 Kilometer südlich von Mont-de-Marsan an den Flüssen Adour und Gabas. Umgeben wird Saint-Sever von den Nachbargemeinden Aurice und Bas-Mauco im Norden, Benquet und Saint-Maurice-sur-Adour im Nordosten, Montgaillard im Osten, Montsoué im Südosten, Eyres-Moncube, Audignon und Banos im Süden, Montaut im Südwesten, Toulouzette im Westen und Cauna im Nordwesten.
Durch die Gemeinde führt die frühere Route nationale 133. Saint-Sever liegt an der Via Lemovicensis, einem der vier historischen „Wege der Jakobspilger in Frankreich“.

## Geschichte
Ursprünglich befand sich hier ein römisches Militärlager. Der Missionar Severus kam Anfang des fünften Jahrhunderts hierher. Von den ansässigen Vandalen wurde er getötet. Die Benediktiner gründeten zuerst eine Kapelle zu seiner Erinnerung. Der Graf der Gascogne, Wilhelm II., begründete die Abtei Saint-Sever. 
Während der Revolutionsjahre (1792–1795) hieß der Ort Mont-Adour.

### Bevölkerungsentwicklung
| Jahr      | 1962 | 1968 | 1975 | 1982 | 1990 | 1999 | 2006 | 2018 |
| Einwohner | 3983 | 4360 | 4716 | 4716 | 4536 | 4455 | 4625 | 4966 |

## Gemeindepartnerschaft
Mit der spanischen Gemeinde Puente la Reina besteht seit dem 24. Juni 1973 eine Partnerschaft.

## Sehenswürdigkeiten

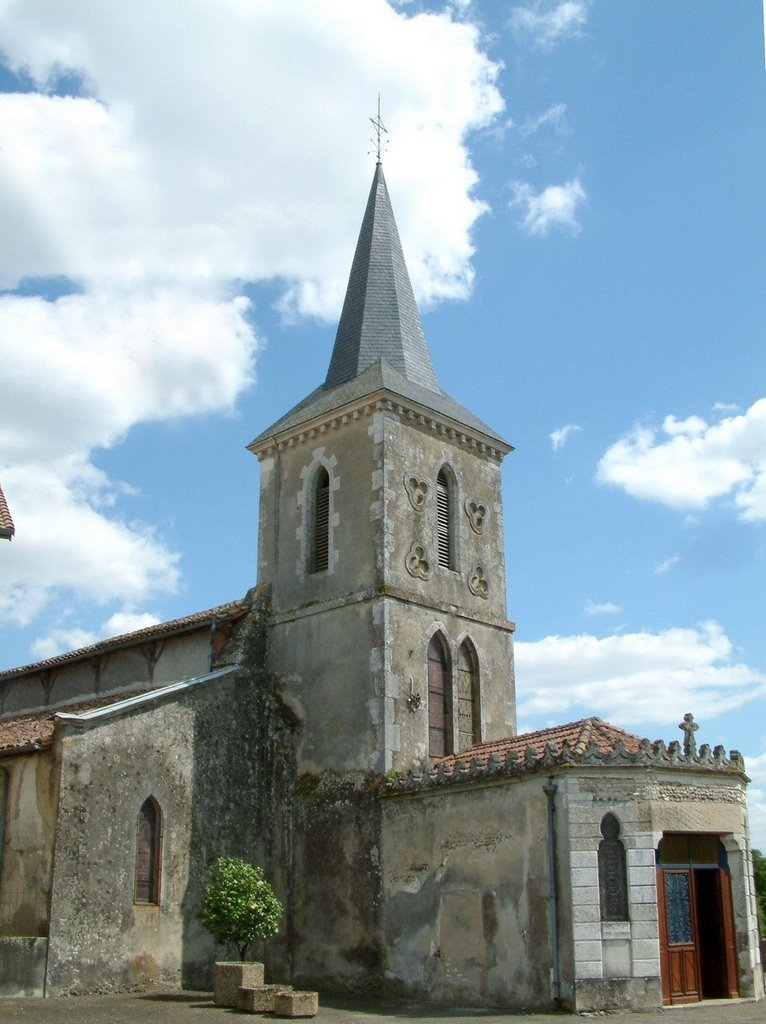
Kirche Sainte-Eulalie

- Abtei von Saint-Sever aus dem 11. Jahrhundert, Monument historique seit 1911 und UNESCO-Weltkulturerbe seit 1998
- Jakobinerkonvent aus dem 13. Jahrhundert
- Herrenhaus des Doktor Sentex, seit 2004 Monument historique
- Gallorömische Villa Gleyzia d’Augreilh, zwischen 350 und 380 erbaut
- Schloss des Generals Lamarque, erbaut 1812
- Karmelitenkonvent
- Kirche von Augreilh
- Kirche Saint-Jean de Péré
- Kirche Sainte-Eulalie
- Platz Morlanne

## Persönlichkeiten
- Der Heilige Severus (verstorben um 407), Missionar in der Novempopulana
- Arnaud de Moles (1470–1520), Bildhauer und Glasmaler
- Jean Martianay (1647–1717), katholischer Theologe und Bibelwissenschaftler
- Jean D’Arcet (1725–1801), Chemiker
- Jean Maximilien Lamarque (1770–1832), General
- Léon Dufour (1780–1865), Mediziner und Naturwissenschaftler
- René Crabos (1899–1964), Rugbyspieler
- Vinzenz (Fernand) Mora OSB (1922–2021), Benediktinermönch der Dormitio-Abtei in Jerusalem
- Frank Fournier (* 1948), Fotojournalist
- Frédéric Fauthoux (* 1972), Basketballspieler